# Шлапак, Анатолий Гурьевич
Анатолий Гурьевич Шлапак (09.09.1924 — 08.11.2006) — российский конструктор, лауреат Государственной премии РФ.
Участник войны с июня 1943 г., командир взвода звукоразведки, начальник разведки дивизиона, командир артиллерийской батареи на Калининском, 1-м и 2-м Прибалтийских фронтах в составе 21-й артиллерийской Краснознаменной Духовщинской дивизии, старший лейтенант. Награждён орденами Александра Невского, Отечественной войны I и II степеней, медалью «За победу над Германией в Великой Отечественной войне 1941-5945 гг.»
С 1953 г. работал в МКБ (Машиностроительное конструкторское бюро) «Факел» им. академика П. Д. Грушина, г. Химки, конструктор, начальник конструкторского отдела, в 1966—1970 гг. главный конструктор Кировского филиала, затем снова начальник отдела МКБ.
Участник создания комплекса С-300П.
Лауреат Государственной премии РФ. Награждён орденом Ленина.